# Trận Zama
Trận Zama, nổ ra vào ngày 19 Tháng 10, năm 202 trước Công nguyên, đánh dấu sự kết thúc cuối cùng và quyết định của chiến tranh Punic lần thứ hai. Quân đội La Mã do Publius Cornelius Scipio Africanus, liên minh với các lực lượng Berber Numidia, đánh bại lực lượng Carthage lãnh đạo bởi chỉ huy huyền thoại Hannibal. Đại thắng này cho thấy thành công của Scipio trong việc áp dụng lối đánh của Hannibal ở trận Cannae trước kia. Ngay sau thất bại ngay trên mảnh đất quê nhà này, Viện nguyên lão Carthage phải cầu hòa, mà nền hòa bình này đã khiến họ phải chấp nhận các điều khoản nhục nhã do Cộng hòa La Mã đưa ra, kết thúc cuộc chiến tranh 17 năm.
Sau chiến thắng, vị tướng trẻ Scipio đã trở thành một anh hùng vinh quang của La Mã.

## Tiền đề
Vượt qua dãy Alps, Hannibal đến bán đảo Ý năm 218 trước Công nguyên và đã giành nhiều chiến thắng lớn chống lại quân đội La Mã. Thất bại trong việc đánh bại Hannibal hoặc đuổi ông ra khỏi Ý, người La Mã thay đổi chiến lược và quyết định tấn công Carthage, buộc Carthage gọi lại Hannibal. Ông vẫn còn ở Ý, mặc dù chỉ hạn chế về phía nam của bán đảo, khi Scipio đã đổ bộ ở châu Phi trong năm 203 TCN.
Sau chiến thắng quyết định của họ tại Tây Ban Nha trong trận Ilipa vào năm 206 trước Công nguyên, Iberia đã được đảm bảo bởi những người La Mã. Năm 205 TCN Scipio trở lại Rome, nơi ông được bầu làm chấp chính quan với một cuộc bỏ phiếu nhất trí. Scipio bây giờ đủ mạnh mẽ, đề xuất để kết thúc chiến tranh bằng cách trực tiếp xâm lược quê nhà của người Carthage.
Viện nguyên lão ban đầu phản đối kế hoạch đầy tham vọng này của Scipio, thuyết phục bởi Fabius Maximus rằng việc này là quá nguy hiểm. Tuy nhiên, Scipio và những người ủng hộ của ông cuối cùng đã thuyết phục được viện nguyên lão phê chuẩn kế hoạch, và Scipio đã được trao thẩm quyền cần thiết để cố gắng xâm lược  Ban đầu ông không nhận được quân, Và ông đã đi thuyền đến Sicilia với một nhóm của 7.000 lính tình nguyện viên không đồng nhất. Sau đó, ông được ủy quyền để sử dụng quân chính quy đóng ở Sicilia, trong đó bao gồm chủ yếu là các tàn dư của Quân đoàn 5 và 6, bị lưu đày đến hòn đảo này là một hình phạt cho sự sỉ nhục mà họ phải chịu đựng trong trận Cannae.
Scipio tiếp tục củng cố quân đội của mình với lính địa phương đào ngũ  Ông đổ bộ tại Utica, và đánh bại quân đội Carthage trong trận đồng bằng lớn năm 203 trước Công nguyên. Quá hoảng sợ Carthage cảm thấy rằng họ không có lựa chọn khác ngoài việc chấp nhận hoà bình của Scipio, những người, có quyền trao nó với các điều khoản khiêm tốn. Theo các điều khoản của hiệp ước ký kết giữa Scipio và Carthage, Carthage có thể giữ lãnh thổ châu Phi của mình, nhưng sẽ mất đế chế ở nước ngoài. Masinissa đã được phép mở rộng Numidia tới phần còn lại châu Phi. Ngoài ra, Carthage phải giảm đội tàu của mình và phải trả một khoản bồi thường chiến tranh. Viện nguyên lão La Mã đã phê chuẩn thỏa thuận. Viện nguyên lão Carthage gọi lại Hannibal từ Ý trong năm 203 TCN. Trong khi đó, Carthage vi phạm thỏa thuận đình chiến bằng cách chiếm giữ một hạm đội La Mã bị mắc kẹt tại Vịnh Tunis và cướp đoạt vật tư của nó.

## Bố trí quân đội
Hannibal đã dẫn một đội quân gồm người dân địa phương và các cựu chiến binh từ các chiến dịch Ý của ông và Scipio đã đứng đầu quân đội La Mã gồm lính Lê dương đã hiện diện ở đây, cùng với một số kỵ binh người Numidia. Trận chiến diễn ra ở Zama nhỏ, gần Siliana cách 130 km về phía tây nam của thủ đô Tunis. Hannibal là người đầu tiên hành quân và đến đồng bằng của Zama nhỏ, thích hợp cho việc điều động kỵ binh. Điều này cũng là một khía cạnh lần lượt để Scipio người dựa nhiều vào kỵ binh nặng La Mã của ông và kỵ binh nhẹ người Numidia. Hannibal triển khai quân đội của ông phải đối mặt với phía tây bắc, trong khi Scipio triển khai quân đội của mình ở phía trước của quân đội Carthage về phía đông nam.
Quân đội của Hannibal bao gồm 45.000 bộ binh, 6000 kỵ binh, và 80 con voi chiến, trong khi Scipio đã có tổng cộng 34.000 bộ binh và kỵ binh là 6000 người. Đưa kỵ binh giàu kinh nghiệm của mình sang bên cánh, Hannibal liên kết quân của ông theo ba đường thẳng sau tám mươi con voi chiến của mình. Hàng đầu tiên bao gồm hỗn hợp của bộ binh lính đánh thuê từ Gaul, Liguria, và Baleria. Trong hàng thứ hai của mình, ông đặt hàng ngũ công dân Carthage và Libya, trong khi các cựu chiến binh của mình từ Ý được đặt trong hàng thứ ba.
Scipio triển khai quân đội của mình trong ba hàng: hàng đầu tiên đã bao gồm lính hastati, hàng thứ hai là Principes và hàng thứ ba là triarii. Ở bên cánh phải mạnh hơn là bao gồm kỵ binh người Numidia và chỉ huy bởi Masinissa trong khi cánh trái bao gồm các kỵ binh Ý dưới sự chỉ huy của Laelius. Mối quan tâm lớn nhất đối với Scipio là con voi. Ông đã đưa ra một kế hoạch khéo léo để đối phó với chúng.
Scipio biết rằng voi có thể được lệnh phi về phía trước, nhưng chúng chỉ có thể đột kích trong một đường thẳng. Scipio dự đoán về khoảng cách mà được mở ra trong quân đội của ông sẽ dẫn đến những con voi đơn giản là tiếp tục lao qua giữa họ, mà không làm hại bất kỳ của binh lính của mình.
Hannibal và Carthage đã dựa vào ưu thế kỵ binh trong các trận đánh trước đó (ví dụ như trận Cannae), nhưng chính Scipio, đã công nhận tầm quan trọng, nắm được lợi thế kỵ binh tại Zama.
Hannibal có thể hy vọng rằng sự kết hợp của những con voi chiến và khả năng chiến đấu của hai hàng đầu tiên sẽ làm suy yếu và làm rối loạn sự tiến công của người La Mã. Điều này sẽ cho phép ông ta hoàn tất chiến thắng với lực lượng dự bị của mình trong hàng thứ ba và tràn ngập lên hàng ngũ của Scipio. Mặc dù điều này đã thực sự hình thành, nó không thể đem lại một chiến thắng cho Carthage. Hai người đàn ông được cho là đã gặp mặt trước trận đánh.

## Trận chiến
Bắt đầu trận đánh, Hannibal đã tung ra voi chiến và lính phóng lao của mình chống lại quân đội La Mã để phá vỡ sự gắn kết hàng ngũ của họ và khai thác lỗ hổng mà có thể được mở ra  Cuộc tấn công chạm trán với lính phóng lao của người La Mã. Ngoài ra, Scipio ra lệnh cho kỵ binh thổi còi to tạo cảm giác lo sợ cho những con thú, mà một phần đã thành công, và một vài con voi điên cuồng quay sang hướng bên cánh trái Carthage và nó hoàn toàn bị rối loạn. Nắm bắt cơ hội này, Masinissa dẫn kị binh Numidia của mình và đột kích vào cánh trái Carthage, cũng gồm kị binh Numidia, và đã vô tình lôi kéo họ ra khỏi chiến trường. Trong khi đó, những con voi còn lại đã bị nhử một cách cẩn thận thông qua các khoảng nhỏ giữa những hàng quân và ra đến phía sau của quân đội La Mã, tại đó chúng đã được giải quyết. Kế hoạch của Scipio nhằm hóa giải mối đe dọa từ những con voi đã thành công. Quân đội của Scipio sau đó quay trở lại đội hình chiến đấu truyền thống của người La Mã. Laelius, chỉ huy cánh trái La Mã, đã đột kích vào cánh phải của người Carthage. Kỵ binh Carthage vốn hành động theo chỉ thị của Hannibal, đã giả vờ thua chạy để cho kỵ binh La Mã truy kích họ và nhờ đó lôi kéo được kỵ binh La Mã ra khỏi chiến trường và khiến cho họ không thể tấn công quân đội Carthage từ phía sau.
Lúc này Scipio tiến quân cùng với trung quân của mình hướng về trung quân của Carthage, vốn nằm dưới sự chỉ huy trực tiếp của Hannibal. Hannibal cho hai hàng quân đầu tiên của mình tiến lên trước và hàng thứ ba gồm các cựu chiến binh đã được giữ lại làm lực lượng dự trữ.